# Bộ Tư pháp Hoa Kỳ
Bộ Tư pháp Hoa Kỳ (United States Department of Justice hay viết tắt là DOJ) là một bộ hành pháp liên bang của chính phủ Hoa Kỳ có nhiệm vụ thực thi luật pháp liên bang và quản trị tư pháp tại Hoa Kỳ. Bộ này tương đương với bộ tư pháp hoặc bộ nội vụ của các quốc gia khác. Bộ này do Bộ trưởng Tư pháp Hoa Kỳ đứng đầu,  người báo cáo trực tiếp với Tổng thống Hoa Kỳ và là thành viên của Nội các tổng thống. Bộ trưởng Tư pháp đương nhiệm là Pam Bondi, người đã nhận nhiệm sở từ 05 tháng 02 năm 2025.
Bộ Tư pháp điều hành hầu hết các cơ quan thực thi pháp luật liên bang của Hoa Kỳ, bao gồm Cục Điều tra Liên bang, Cục Cảnh sát Tư pháp Hoa Kỳ, Cục Rượu, Thuốc lá, Súng và Chất nổ, Cục Phòng chống Ma túy và Cục Nhà tù Liên bang. Bộ này cũng có tám bộ phận luật sư đại diện cho chính phủ liên bang Hoa Kỳ trong các vụ kiện tụng: Vụ Hình sự, Dân sự, Chống độc quyền, Thuế, Dân quyền, Môi trường và Tài nguyên Thiên nhiên, An ninh Quốc gia và Quản lý Tư pháp. Bộ này cũng bao gồm Văn phòng Công tố viên Liên bang Hoa Kỳ cho mỗi một trong 94 khu vực tư pháp liên bang của Hoa Kỳ.
Quốc hội Hoa Kỳ đã thành lập Bộ Tư pháp vào năm 1870 dưới thời tổng thống Ulysses S. Grant. Chức năng của Bộ Tư pháp ban đầu có từ năm 1789, khi Quốc hội thành lập văn phòng Bộ trưởng Tư pháp. 

## Nhiệm vụ
1. Điều tra và truy tố các vi phạm luật liên bang.
2. Đại diện cho Hoa Kỳ trong các vấn đề liên quan đến pháp lý, trong đó bao gồm các sự vụ trước Tòa Án Tối cao Hoa Kỳ.
3. Thi hành các luật về di trú, cung cấp thông tin và tiến hành các thủ tục đơn xin nhập tịch.
4. Quản lý hệ thống nhà tù liên bang, các chương trình quản thúc tội phạm và các chương trình cộng đồng.

## Lịch sử
Ban đầu Bộ trưởng Tư  chỉ là một người đơn độc, làm việc một phần thời gian, được lập ra theo Đạo luật Tư pháp năm 1789. Có khi người này giúp tư vấn pháp luật cho Quốc hội Hoa Kỳ cũng như cho Tổng thống Hoa Kỳ nhưng sau đó thì chấm dứt vào năm 1819 vì sức tải của công việc.
Năm 1867, Ủy ban Hạ viện Hoa Kỳ đặc trách về Tư pháp (U.S. House Committee on the Judiciary), do dân biểu William Lawrence lãnh đạo, đã tiến hành một cuộc thăm dò để thành lập một"bộ luật pháp"có một Tổng chưởng lý lãnh đạo và gồm có nhiều luật sư các bộ khác nhau và các Công tố viên Hoa Kỳ. Vào ngày 19 tháng 2 năm 1868, Lawrence giới thiệu một đạo luật tại Quốc hội Hoa Kỳ để thành lập Bộ Tư pháp Hoa Kỳ. Tuy nhiên đạo luật đầu không thành công vì Lawrence không thể tận dụng nhiều thời gian để nó được thông qua mà ông bận phải dành thời gian cho việc luận tội Tổng thống Andrew Johnson.
Đạo luật thứ hai được dân biểu Rhode Island là Thomas Jenckes trình lên Quốc hội ngày 25 tháng 2 năm 1870, và nó được thông qua ở cả Thượng viện và Hạ viện. Tổng thống Ulysses S. Grant ký đạo luật này thành luật vào ngày 22 tháng 6 năm 1870. Bộ Tư pháp chính thức bắt đầu hoạt động vào ngày 1 tháng 7 năm 1870.
Đạo luật có tên "Đạo luật thành lập Bộ Tư pháp" đã không thay đổi trách nhiệm của Tổng chưởng lý nhiều cũng như tiền lương và nhiệm kỳ vẫn giữ như cũ. Luật dựng lên một văn phòng mới có tên là Tổng biện lý sự vụ (Solicitor General) để giám sát và thực hiện các vụ kiện hay tranh chấp của chính phủ trước Tối cao Pháp viện Hoa Kỳ.
Với việc thông qua Đạo luật Thương mại Liên tiểu bang năm 1887, Chính phủ liên bang Hoa Kỳ bắt đầu bắt tay đảm nhiệm một số trách nhiệm thi hành pháp lý mà Bộ Tư pháp là cơ quan thực hiện các bổn phận này.
Năm 1872, việc giám sát các nhà tù liên bang đã được thuyên chuyển từ Bộ Nội vụ Hoa Kỳ sang cho bộ mới thành lập này. Các cơ sở vật chất mới được xây dựng trong đó có trại cải huấn ở Leavenworth năm 1895, và một nhà tù dành cho phụ nữ ở Tây Virginia. Trại tù Alderson được xây vào năm 1924.

## Tổng hành dinh
Tòa nhà Bộ Tư pháp Hoa Kỳ được xây hoàn thành vào năm 1935 từ bản thiết kế của Milton Bennett Medary. Sau khi Medary mất vào năm 1929, các cộng sự khác trong công ty Philadelphia của ông lãnh trách nhiệm đối với dư án. Tòa nhà có khoảng 1 triệu ft vuông chỗ văn phòng, nằm trên một lô đất được bao bọc bởi Đại lộ Constitution và Đại lộ Pennsylvania, Phố số 9 và Phố số 10, khu định hướng Tây Bắc của thủ đô Washington D.C. Nhà điêu khắc C. Paul Jennewein đóng vai trò là nhà tư vấn thiết kế cho toàn bộ dư án tòa nhà, đóng góp hơn 50 mẫu điêu khắc bên trong và ngoài tòa nhà.
Nhiều cố gắng được thực hiện nhưng không hoàn toàn thành công để định nghĩa ý nghĩa của khẩu hiệu bằng chữ Latin nằm trên con dấu của Bộ Tư pháp Qui Pro Domina Justitia Sequitur. Thậm chí người ta cũng không biết rõ là từ khi nào phiên bản gốc của con dấu được sử dụng hay từ khi nào mà khẩu hiệu xuất hiện trên con dấu lần đầu tiên. Ý kiến có uy nhất là từ Bộ Tư pháp thì cho rằng khẩu hiệu này ám chỉ đến Tổng chưởng lý (và vì thế ám chỉ Bộ Tư pháp)"người đứng ra truy tố thay mặt công lý (hay Nữ thần Công lý)".
Tòa nhà được đổi tên để vinh danh cựu Tổng chưởng lý Robert F. Kennedy vào năm 2001. Đôi khi tòa nhà này còn được gọi là"Main Justice".

## Tổ chức

### Các văn phòng lãnh đạo

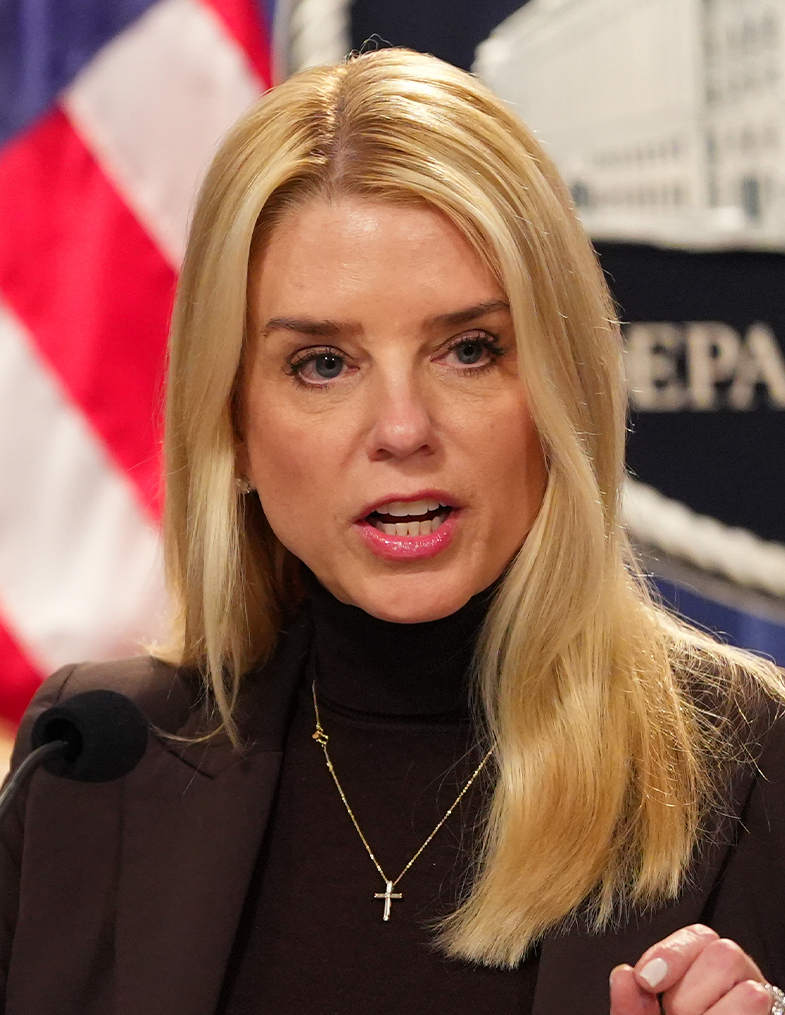
Bộ trưởng Tư pháp đương nhiệm Pam Bondi

- Văn phòng Bộ trưởng Tư Pháp hay Tổng chưởng lý (Attorney General)
- Văn phòng Phó Bộ trưởng Tư pháp (Deputy Attorney General)
- Văn phòng Thứ trưởng Bộ Tư pháp (Associate Attorney General)
- Văn phòng Tổng Biện lý Sự vụ (Solicitor General)

### Các vụ
- Vụ Chống độc quyền (Antitrust Division)
- Vụ Dân sự (Civil Division)
- Vụ Dân quyền (Civil Rights Division)
- Vụ Hình sự (Criminal Division)
- Vụ Tài nguyên Môi trường và Tự nhiên (Environment and Natural Resources Division)
- Vụ Quản lý Tư pháp (Justice Management Division)
- Vụ An ninh Quốc gia (National Security Division)
- Vụ Thuế (Tax Division)

### Các cơ quan thi hành luật pháp
Một số cơ quan thi hành luật pháp do Bộ Tư pháp quản lý gồm có:
- Cục Rượu, Thuốc lá, Vũ khí và Chất nổ (Bureau of Alcohol, Tobacco, Firearms, and Explosives)
- Cơ quan Chống Ma túy (Drug Enforcement Administration)
- Cục Điều tra Liên bang (FBI)
- Cục đặc trách Nhà tù Liên bang (Federal Bureau of Prisons)
  - Viện Quản giáo Quốc gia (National Institute of Corrections)
- Cục Cảnh sát Tư pháp Hoa Kỳ (United States Marshals Service)
- Văn phòng Tổng thanh tra Bộ Tư pháp Hoa Kỳ (United States Department of Justice Office of the Inspector General)

### Các văn phòng
- Văn phòng Hành chính đặc trách Cứu xét Di dân (Executive Office for Immigration Review)
- Văn phòng Hành chính Biện lý Hoa Kỳ (Executive Office for U.S. Attorneys)
- Văn phòng Hành chính Ủy thác Hoa Kỳ (Executive Office of the United States Trustee)
- Văn phòng Tuyển dụng Biện lý và Quản trị (Office of Attorney Recruitment and Management)
- Văn phòng Giới chức trưởng Thông tin (Office of the Chief Information Officer)
- Văn phòng Giải quyết Tranh chấp (Office of Dispute Resolution)
- Văn phòng Ủy thác Câu lưu Liên bang (OFDT)
- Văn phòng Thông tin và đặc trách Quyền riêng tư (Office of Information and Privacy)
- Văn phòng Chính sách và Xem xét Tình báo (Office of Intelligence Policy and Review)
- Văn phòng Liên chính quyền và Liên lạc Công chúng (Office of Intergovernmental and Public Liaison)
- Văn phòng đặc trách các chương trình Tư pháp (Office of Justice Programs)
  - Cục Hỗ trợ Tư pháp (Bureau of Justice Assistance)
  - Cục Thống kê Tư pháp (Bureau of Justice Statistics)
  - Văn phòng Pháp triển Khả năng Cộng đồng (Community Capacity Development Office)
  - Viện Tư pháp Quốc gia (National Institute of Justice)
  - Văn phòng Ngăn ngừa Tội phạm và Tư pháp Thiếu niên (Office of Juvenile Justice and Delinquency Prevention)
  - Văn phòng kết án, theo dõi, tìm hiểu, lập hồ sơ chống tội phạm tình dục (Sex Offender Sentencing, Monitoring, Apprehending, Registering, and Tracking Office)
  - Văn phòng giúp đỡ nạn nhân của tội phạm (Office for Victims of Crime)
- Văn phòng Giáo dục Lực lượng Thi hành Luật pháp và cảnh vụ (Office of the Police Corps and Law Enforcement Education)
- Văn phòng Tư vấn Pháp lý (Office of Legal Counsel)
- Văn phòng Chính sách Pháp lý (Ofice of Legal Policy)
- Văn phòng Lập pháp vụ (Office of Legislative Affairs)
- Văn phòng Điều tra Khiếu nại (Office of the Ombudsperson)
- Văn phòng Biện lý đặc trách Ân xá (Office of the Pardon Attorney)
- Văn phòng Điều tra Trách nhiệm Nghiệp vụ (Office of Professional Responsibility)
- Văn phòng Công vụ (Office of Public Affairs)
- Văn phòng đặc trách Bạo lực Tình dục và Tội phạm đối với Trẻ (Office on Sexual Violence and Crimes against Children)
- Văn phòng đặc trách Pháp lý người Mỹ bản thổ (Office of Tribal Justice)
- Văn phòng đặc trách Bạo lực đối với Phụ nữ (Office on Violence Against Women)
- Văn phòng Tư vấn Trách nhiệm Nghiệp vụ (Professional Responsibility Advisory Office)
- Các văn phòng Biện lý Hoa Kỳ (United States Attorney)
- Các văn phòng Ủy thác Hoa Kỳ (United States Trustee)
- Văn phòng dịch vụ Cảnh sát Cộng đồng (Office of Community Oriented Policing Services)
- Sở Quan hệ Cộng đồng (Community Relations Service)